# Вельяминово (городской округ Истра)
Вельяминово — деревня Истринского района Московской области в составе городского поселения Истра. Население — 475 чел. (2010), в деревне 6 улиц, 3 переулка, к Вельяминово приписаны 6 садовых товариществ, с Истрой деревня связана автобусным сообщением.
Расположена на правом берегу реки Истры, в 1 км южнее города Истры, там же ближайшая железнодорожная станция, высота центра деревни над уровнем моря — 153 м. Соседние населённые пункты: на другом берегу реки, на севере — Трусово, восточнее — Качаброво, в сотне метров к юго-западу Котерево.
В XVI—XVIII веках деревня относилась к Сурожскому стану Московского уезда, в конце XVIII века вошла в Воскресенский, затем в Рузский уезд. В начале XIX века Вельяминово включили в Звенигородский уезд Московской губернии, в котором состояло до 1921 года, входя в Лучинскую волость Звенигородского уезда. С 14 января 1921 года, постановлением президиума Моссовета, был образован Вельяминовский сельсовет и включён в состав Воскресенского уезда.

## Население
| 2002 | 2006  | 2010 |
| ---- | ----- | ---- |
| 131  | ↗1128 | ↘475 |